# Brystholder
 Der er for få eller ingen kildehenvisninger i denne artikel, hvilket er et problem. Du kan hjælpe ved at angive troværdige kilder til de påstande, som fremføres i artiklen.

En brystholder (latin: fascia, oldgræsk: στρόφιον stróphion) bh eller top er undertøj eller badetøj til formål at støtte brysterne, dels til at gøre dem større og mere fremtrædende. I ældre tid var formålet at flade dem ud.

## Størrelse
Størrelsen angiver brystkassens omkreds i cm og brysternes forhold til størrelserne: A, B, C, D, E, F, G, H, I, J og K. Således vil en 70C synes mindre end en 90B. Størrelsen findes ved to målinger: 
1. Omkredsen i cm lige under brysterne
2. Kropsomkredsen målt over selve brysterne

Den første måling giver tallet (fx 75, for intervallet 73-77 cm). Forskellen mellem de to målinger omregnes til en skålstørrelse. Målene angives anderledes i fx USA, der regner i tommer og tolker bogstaverne anderledes (for eksempel 38EE).

## Historie
Man har givetvis kendt en form for brystholder, så længe man har gået med tøj.
I oldtiden bestod brystholderen af et langt bånd. Det blev brugt længe efter, at man havde opfundet andre støtteformer.
Fra omkring 1500 begynder snørelivet og livstrykket at støtte brystet. Omring år 1800 er snørelivet blevet så kort, at det er har fået elastik i siderne og skåle til brysterne. 
I mange år var korsettet den normale brystholder. Der fandtes andre, men de var ikke almindelige. Først i 1913 er korsettet så langt nede på lårene, at det er nødvendigt at dele korsettet og brystholderen.
Fra ca. 1920 til ca. 1950 var brystholderne flade. 
Så blev skålene runde med spidser; en form, som de færreste kunne fylde ud naturligt. 
Omkring 1970 var bare bryster på mode.
Man skelner mellem flere former for brystholder:
- Brystholder med bøjle
- Brystholder med fyld
- Trekants-brystholder
- Push up-brystholder
- Brystholder med silikone

Noget undertøj har eller kan have en form for indbygget brystholder, det gælder:
- Bodystocking
- Corsage
- Korset
- Snøreliv

## Typer

### Bøjle-bh
En bøjle-bh har små indvendige fleksible metalbuer i stoffet under skålene. Bøjlen støtter, løfter og holder brystet på plads.

### Fuldskål-bh
En fuldskål-bh dækker hele brystet. Bøjlen former, støtter og løfter brystet. En fuldskål-bh er god til kvinder med fyldig og stor barm. En fuldskål bh støtter brystet godt og kan hos nogle få brystet til at virke lidt mindre.

### Halvskål-bh
En bh med halvskål dækker kun halvdelen af brystet og afslører dermed et godt stykke bart øvre bryst - også kaldet Balconette BH.

### Pushup-bh
En pushup-bh er en bøjle-bh, der har indlæg/fyld. De små indlæg løfter den nederste del af brystet og får det til at syne større, idet barmen presses en smule opad og indad. En pushup-bh har ikke meget mellemrum mellem skålene. Bøjlerne i en pushup-bh er stivere end ellers. Typisk fås en pushup-bh med fyld eller puder, der kan tages ud. Man har derfor mulighed for at bestemme, hvor meget pushup-effekt man ønsker.